# Луберсан
Луберса́н (фр. Loubersan) — коммуна во Франции, находится в регионе Юг — Пиренеи. Департамент — Жер. Входит в состав кантона Миранд. Округ коммуны — Миранд.
Код INSEE коммуны — 32215.

## География

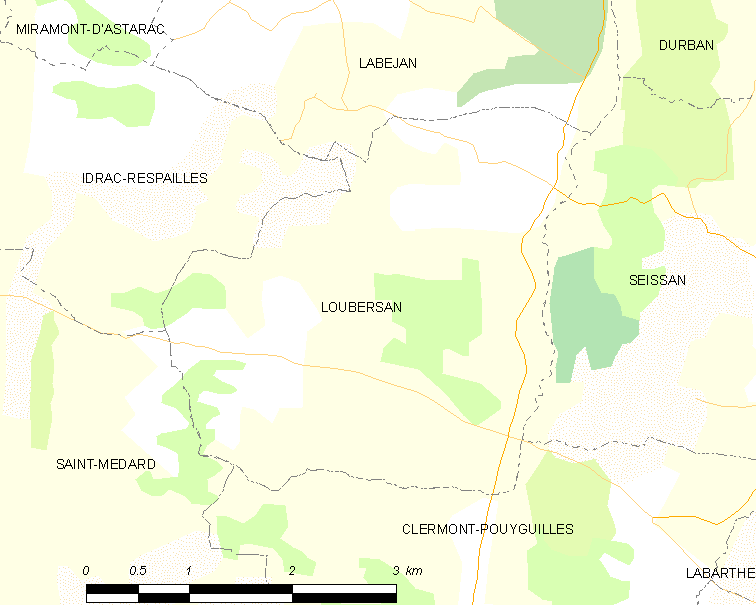
Карта коммуны

Коммуна расположена приблизительно в 620 км к югу от Парижа, в 80 км западнее Тулузы, в 18 км к юго-западу от Оша.

## Климат
Климат умеренно-океанический. Лето жаркое и немного дождливое, температура часто превышает 35 °С. Зимой часто бывает отрицательная температура и ночные заморозки. Годовое количество осадков — 700—900 мм.

## Население
Население коммуны на 2010 год составляло 179 человек.
| 1962 | 1968 | 1975 | 1982 | 1990 | 1999 | 2010 |
| ---- | ---- | ---- | ---- | ---- | ---- | ---- |
| 184  | 189  | 153  | 184  | 165  | 168  | 179  |

## Администрация
| Период | Период | Фамилия      | Партия | Примечания |
| ------ | ------ | ------------ | ------ | ---------- |
| 2001   | 2020   | Филипп Барон |        |            |

## Экономика
В 2010 году среди 113 человек трудоспособного возраста (15-64 лет) 86 были экономически активными, 27 — неактивными (показатель активности — 76,1 %, в 1999 году было 69,8 %). Из 86 активных жителей работали 84 человека (42 мужчины и 42 женщины), безработных было 2 (2 мужчин и 0 женщин). Среди 27 неактивных 13 человек были учениками или студентами, 9 — пенсионерами, 5 были неактивными по другим причинам.

## Достопримечательности
- Средневековая часовня Св. Роха. Исторический памятник с 1978 года[4]
- Замок Луберсан[фр.] (XI век)